# نمانیا پتروویچ
نمانیا پتروویچ (سیریلیک صربی: Немања Петровић؛ زادهٔ ۱۷ آوریل ۱۹۹۲) بازیکن فوتبال اهل صربستان است.
از باشگاه‌هایی که در آن بازی کرده‌است می‌توان به باشگاه فوتبال مکابی نتانیا و باشگاه فوتبال پارتیزان اشاره کرد.
وی همچنین در تیم‌های ملی فوتبال زیر ۲۱ سال صربستان، یوفا و صربستان بازی کرده‌است.